# Pelidnota championi
Pelidnota championi är en skalbaggsart som beskrevs av Bates 1904. Pelidnota championi ingår i släktet Pelidnota och familjen Rutelidae. Inga underarter finns listade i Catalogue of Life.